# Fırat Üniversitesi
Die Universität Fırat ist eine der großen akademischen Institutionen in der Osttürkei. Sie besteht seit 1975 in Elazığ in Anatolien.
Die Universität verfügt über elf Fakultäten, drei Institute, ein Konservatorium, zwei Fachschulen und sechs Akademien.

## Fakultäten
- Pädagogik
- Wissenschaft und Literatur
- Ökonomie und Verwaltungswissenschaft
- Theologie
- Kommunikation
- Ingenieurwissenschaften
- Fischerei
- technische Ausbildung
- Technologie
- Humanmedizin
- Veterinärmedizin

Die Universität ist Mitglied im Netzwerk der Balkan-Universitäten und hat darüber hinaus bilaterale Abkommen mit 183 Universitäten in 15 europäischen Ländern. Die Bibliothek verfügt über zahlreiche historische Manuskripte aus der Osmanischen Zeit.